# Евстигнеенки
Евстигнеенки — деревня в Торопецком районе Тверской области. Входит в состав Скворцовского сельского поселения.

## География
Деревня расположена в 22 километрах к западу от районного центра, города Торопец. Ближайшие населённые пункты — деревни Бор и Скворцово.
Климат
Деревня, как и весь район, относится к умеренному поясу северного полушария и находится в области переходного климата от океанического к материковому. Лето с температурным режимом +15…+20 °С (днём +20…+25 °С), зима умеренно-морозная −10…−15 °С; при вторжении арктических воздушных масс до −30…-40 °С.
Часовой пояс
Деревня Евстигнеенки, как и вся Тверская область, находится в часовой зоне МСК (московское время). Смещение применяемого времени относительно UTC составляет +3:00.

## Население
| 2010 |
| ---- |
| 10   |

Население по переписи 2002 года — 27 человек.
Национальный состав
Согласно результатам переписи 2002 года, в национальной структуре населения русские составлял 100 % от жителей.